# Oskar Zdralek
Oskar Franz Zdralek (* 13. Juni 1899 in Nicolai; † 10. Februar 1945 in Freiberg) war ein deutscher Ingenieur und Hochschullehrer.

## Leben
Zdralek besuchte in seiner Heimatstadt die Volksschule und das Progymnasium. Im Juni 1917 legte er in Kattowitz die Kriegs-Reifeprüfung ab, anschließend diente er im Ersten Weltkrieg, verließ den Militärdienst aber im Dezember 1917 aufgrund eines Herzfehlers.
Nach einem praktischen Jahr in einer Maschinenfabrik begann er 1919 an der TH Dresden ein Studium der Elektrotechnik. Im Juni 1923 erwarb er das Diplom. Anschließend arbeitete er bis September 1924 als Projektingenieur im Sachsenwerk Niedersedlitz, danach ging er an die TH Dresden. Nach seiner Promotion im Jahr 1926 wechselte Oskar Zdralek zur Bergakademie Freiberg. Bis zum 30. September 1931 arbeitete er dort am Institut für Elektrotechnik, im März 1930 habilitierte er sich.
Im Oktober 1931 ging er an die TH Dresden zurück. Bis zum 30. September 1938 war er dort als Assistent, Oberassistent und Dozent am Institut für Starkstromtechnik tätig. Im November 1933 unterzeichnete er das Bekenntnis der Professoren an den deutschen Universitäten und Hochschulen zu Adolf Hitler und dem nationalsozialistischen Staat. Am 1. Oktober 1938 übernahm Oskar Zdralek vertretungsweise die Professur für Elektrotechnik an der Bergakademie Freiberg, zum 1. April 1939 wurde er zum ordentlichen Professor und Direktor des Instituts für Elektrotechnik berufen. Am 10. Februar 1945 starb er im Alter von 45 Jahren in Freiberg. Sein Grab befindet sich auf dem Freiberger Donatsfriedhof.

## Veröffentlichungen (Auswahl)
- Messung von Strömen mittels Funkenstrecken bei sehr schnell veränderlichen Vorgängen. Dissertation, TH Dresden, 1927, DNB 361345992.
- Ein neuer elektrostatischer Spannungsmesser für Gleich- und Wechselspannungen bis 80 kV. Habilitationsschrift, 1930.